# Rodinný dům Karly Ošťádalové
Rodinný dům Karly Ošťádalové (též vlastní rodinný dům Josefa Kranze či vila Kranz) je funkcionalistická vila v Brně, ve čtvrti Černá Pole. Vznikl v ateliéru českého architekta Josefa Kranze. Jeho stavba probíhala v letech 1933–1935. Později si Kranz vzal Ošťádalovou za ženu, proto se pro dům používají tyto dva názvy.

## Popis
Dům stojí na minimálním půdorysu, svým úsporným řešením a minimálními výrazovými prostředky připomíná typizovanou stavbu. Přesto nabízí velkorysé obytné prostory s promyšlenými dispozicemi. základem přízemní dispozice je jídelna a velká hala, prohnutým schodištěm spojená s ložnicovým patrem, přičemž společnou ložnici bylo možno rozdělit pomocí skládací posuvné stěny. Velkorysosti prostoru dodává i zakomponování vestavěného nábytku. Autor maximálně propojil interiér se zahradou a jinak strohé průčelí oživil dřevěnou konstrukcí pro popínavé rostliny.

## Související stavby
Kromě tohoto domu vznikl ještě dům pro přítelkyni Ošťádalové Ludmilu Markesovou-Vařechovou. Kromě toho v Alešově ulici stojí ještě tři dvojdomky s atriem postavené v Alšově ulici č. 30–32, 34–36, 38–40. Tyto domy byly první tohoto typu v Brně a byly realizovány v letech 1925–1926.